# Emiel Delin
Emiel Delin (de geboorteakte vermeldt: Emile Constant Marie Charles De Lin) (Laken, 13 november 1873 – Wilrijk, 27 juni 1947) was Belgisch violist, componist, maar vooral muziekpedagoog.
Hij is zoon van Charles Jean François De Lin en Octavie Rosalie Laumans (institutrice communale). Zijn muziekopleiding kreeg hij aan het Koninklijk Conservatorium Antwerpen van Peter Benoit (viool en piano) en privé bij Lodewijk Mortelmans (contrapunt en fuga). Alhoewel opgeleid tot musicus, bevonden zijn werkzaamheden voornamelijk plaats op het gebied van de muziekpedagogie. Vanaf 1925 was hij docent notenleer aan hetzelfde instituut waar hij les had gekregen. In 1942 ging hij er met pensioen.
Hij schreef enkele werken waarvan zijn Drie liederen uit circa 1924 enige bekendheid kregen. Andere titels:
- De dauwdrupkens (1933, tekst Theodoor Weustenraad)
- Moederken, Slaaplied en ’t s stille (teksten van Guido Gezelle)
- De koekoek (tekst Willem Gijssels, met leuterige voordracht)
- Leg op mijn hart uw voorhoofd (tekst Pol de Mont)
- O de eerste lentedag (1937, tekst Maurits Laska)
- Pastorale (1937, tekst J. de Vocht)
- Schippersliederen (teksten van Halbertsma)
- Slaaplied
- Zomernacht (tekst Eugeen van Oye)
- Herfststemming
- Elegische romance (voor viool en orkest)

In de 21e eeuw is hij voornamelijk bekend als de opdrachtgever tot bouw van Markgravelei 111, een monument (bouwkundig erfgoed) in de art-nouveaustijl van architect Modest Van Nieuwerburgh.